# 鳥取社会保険事務局
鳥取社会保険事務局（とっとりしゃかいほけんじむきょく）は、鳥取県鳥取市にあった社会保険庁の地方支分部局で、鳥取県を管轄していた。

## 管内社会保険事務所等
- 鳥取社会保険事務局鳥取社会保険事務室（鳥取社会保険事務所）
- 倉吉社会保険事務所（鳥取社会保険事務局倉吉事務所）
- 米子社会保険事務所